# Sigerich
Sigerich (4. století? – 415 Barcelona) byl vizigótský král, který vládl pouhých sedm dní v roce 415. Soudí se, že pocházel z klanu Amalů, soupeřícího o moc nad Vizigóty s klanem Alarichových příbuzných Balthů. Nasvědčovala tomu i krutost, s kterou pronásledoval potomky svého předchůdce Athaulfa z prvního manželství, když zavraždil šest jeho dětí. Sigerichův režim měl od počátku vlivné nepřátele mezi gótskou nobilitou a již po týdnu padl, když byl Athaulfovými stoupenci zavražděn.
| Vizigótští králové  | Vizigótští králové | Vizigótští králové |
| ------------------- | ------------------ | ------------------ |
| Předchůdce: Athaulf | 415 Sigerich       | Nástupce: Wallia   |